# بازرس مخفی سلطنتی و جوی
بازرس مخفی سلطنتی و جوی (انگلیسی: Secret Royal Inspector & Joy؛‏ کره‌ای: 어사와 조이) مجموعه تلویزیونی محصول کره جنوبی در سال ۲۰۲۱ با بازی اوک تک یون و کیم هه یون است. این مجموعهٔ از ۸ نوامبر تا ۲۸ دسامبر ۲۰۲۱ از تی‌وی‌ان پخش شد.  این مجموعه برای استریم در آی‌چی‌یی و ویو در مناطق منتخب قابل دسترسی است.

## خلاصه داستان
این داستان در دوره چوسان رخ می‌دهد و روایتگر جوان خوش ذوقی است که ناخواسته بازرس سلطنتی می‌شود و همچنین دربارهٔ زن مطلقه ایست که در پی یافتن شادی است، آنها با یکدیگر همکار می‌شوند تا فساد سیاستمداران را پیدا و افشا کنند.

## بازیگران

### اصلی
- اوک تک یون در نقش را یی اون[الف][۱۴]
- کیم هه یون در نقش کیم جوی[ب][۱۵]

### مکمل

#### اطرافیان را یی اون
- لی جون هیوک در نقش ولیعهد سوهیون[۱۶]
- یانگ هی کیونگ در نقش بانو جو

#### اطرافیان کیم جوی
- چه وون بین در نقش هوانگ بو ری / بی‌ریونگ[۱۷]
- نام می جونگ در نقش جانگ پات سون
- جو جین سو در نقش نو چو هان

#### بازرسان مخفی سلطنتی
- مین جین وونگ در نقش یوک چیل[۱۷]
- پارک کانگ سوپ در نقش گو پال[۱۸]
- لی سانگ هی در نقش کوانگ سون[۱۹]

#### گانگ‌بیون‌ساوو
- لی جه کیون در نقش پارک ته سو[۲۰]
- جونگ سون وون در نقش چا مال جونگ[۲۱]
- کیم هیون جون در نقش جی مِنگ سو[۲۲]
- پارک شین آه در نقش کانگ هان گی

#### حاکمان
- جونگ بو سوک در نقش پارک سونگ[۲۳]
- جو کوان وو در نقش پادشاه این‌جو
- چوی ته هوان در نقش پارک دو سو[۲۴]

#### مردم در جزیره کوری
- به جونگ اوک در نقش دوک بونگ[۱۷]
- ها سونگ جین در نقش با هی

### سایر
- چا یوپ در نقش هونگ سوک گی[۲۵]
- کوان اوه کیونگ[۲۶]

### حضور ویژه
- سونگ جونگ هو در نقش جانگ کی وان[۲۷]
- چا هاک یون در نقش چوی سونگ یول[۲۸]

## تولید
- نام این مجموعه قبلاً افسانه بازرس مخفی سلطنتی و جوی بوده‌است. این مجموعه یکی از پروژه‌های ویژه به مناسبت ۱۵ سالگی تی‌وی‌ان است.[۲۹]
- نقش‌های اصلی را در ابتدا به جو بیونگ کیو و جونگ سو مین پیشنهاد کرده بودند.[۳۰]